# Juin 1911

## Événements
- 2 juin, France : Adrien Alger crée la première troupe d’éclaireurs unionistes à l’Union Chrétienne de Jeunes Gens (UCJG) de Boulogne-Billancourt, ancêtre des Éclaireuses et Éclaireurs unionistes de France (EEUdF).

- 12 juin  : le Français Leblanc bat le record de vitesse pure en avion : 125 km/h sur un « Blériot ».

- 14 juin : 
  - Réforme constitutionnelle en Grèce : Eleftherios Venizelos commence la réorganisation administrative, militaire et économique du pays.
  - Traversée inaugurale Southampton - New York de L’Olympic, le plus grand paquebot du monde.

- 16 juin : le Français Édouard Nieuport bat le record de vitesse pure en avion : 130,057 km/h sur un « Nieuport ».

- 17 juin (Belgique) : cabinet Charles de Broqueville.

- 18 juin : départ du Circuit Européen. 41 équipages au départ pour seulement 9 à l'arrivée se mesurent sur un parcours de plus de 1 600 km reliant : Paris, Liège, Utrecht, Bruxelles, Roubaix, Calais, Londres, Calais et retour à Paris. Le Français André Beaumont remporte la course en 58 heures, 34 minutes et 35 secondes de vol.

- 21 juin : le Français Édouard Nieuport bat le record de vitesse pure en avion : 133,136 km/h sur un « Nieuport ».

- 22 juin : couronnement de George V.

- 20 juin, France : discussion sur la réforme électorale : la Chambre repousse le scrutin majoritaire par 341 voix contre 223.

- 27 juin : démission du gouvernement d’Ernest Monis. Joseph Caillaux président du Conseil.

- 28 juin : un arrêté général détache le cercle de Gao du territoire militaire pour l’intégrer à la région de Tombouctou.

- 30 juin : premier vol du Curtiss A-1.

## Naissances
- 4 juin : Faustino Oramas, surnommé « El Guayabero », chanteur cubain, légende du « son » († 27 mars 2007).
- 24 juin : Juan Manuel Fangio, coureur automobile argentin († 17 juillet 1995).
- 24 juin : Ernesto Sábato, écrivain argentin († 30 avril 2011).
- 30 juin : Czesław Miłosz, poète, romancier, essayiste et traducteur polonais († 14 août 2004).